# Bogàtie Ploti
Bogàtie Ploti (en rus: Богатые Плоты) és un poble de l'óblast de Lípetsk, a Rússia, que en el cens del 2010 tenia 22 habitants. Pertany al districte rural de Terbuní.